# Constantijn Ypsilantis

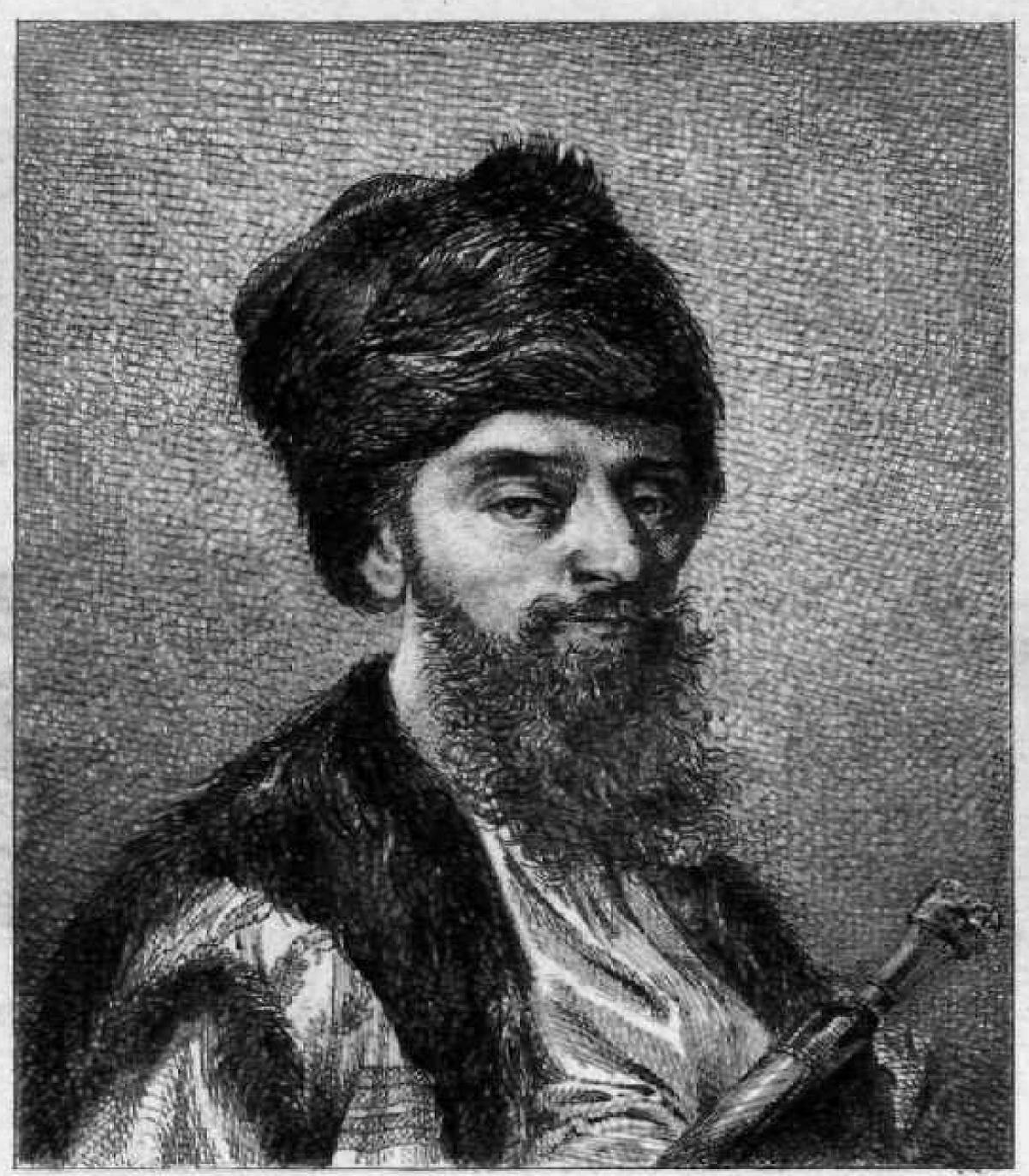
Constantijn Ypsilantis

Constantijn Ypsilantis (Grieks: Κωνσταντινος Υψηλαντης, Constantinos Ypsilantis; Roemeens: Constantin Ipsilanti) (Istanboel, 1760 - Kiev, 24 juni 1816) was de zoon van Alexander Ypsilantis. Hij was een etnisch Griekse heerser van Moldavië, en later ook van Walachije.
In 1799 werd hij aangewezen tot hospodar van Moldavië. Een paar jaar later vluchtte hij naar Sint-Petersburg, en in 1806, aan de leiding van 20.000 Russische troepen, keerde hij terug naar Boekarest, waar hij plannen maakte om een poging te doen om Griekenland te bevrijden.
Zijn plannen werden geruïneerd door de Vrede van Tilsit; hij keerde terug naar Rusland, en overleed later in Kiev. Hij had vijf zoons, waarvan twee een belangrijke rol speelde in de onafhankelijkheid van Griekenland: Alexander en Nicolaas.